# Никитин, Роман Никитич
Рома́н Ники́тич Ники́тин (1691—1753) — русский живописец, младший брат Ивана Никитича Никитина; один из основоположников русской школы светской живописи, в частности — традиции портретного жанра петровского барокко.

## Биография

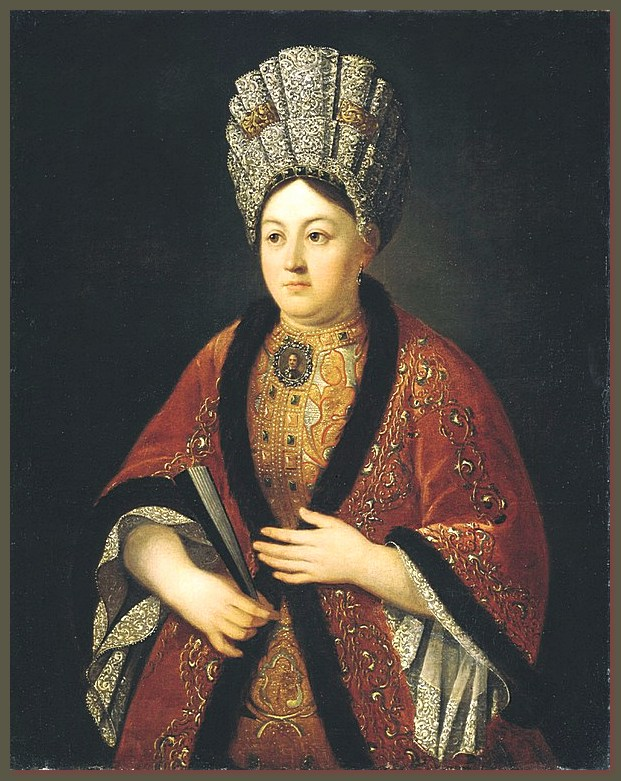
Портрет баронессы М. Я. Строгановой. Около 1721–1724
Холст, масло. 111 × 90 см
Русский музей, Санкт-Петербург

Роман Никитин родился в 1691 году. Художественное образование Романа началось под руководством его брата Ивана, изучавшего живопись самоучкой, а позднее под руководством Иоганна Готфрида Таннауэра.
В 1716 году Пётр I отправил братьев учиться за границу. Они посетили Флоренцию, где занимались под руководством Томмазо Реди, Венецию и Рим. Роман Никитин, сверх того, работал в Париже, у Николя Ларжильера. Как пенсионер императора, Роман Никитин получал по 200 рублей в год.
В Россию Роман Никитич Никитин возвратился в конце 1720 или начале 1721 года.
Участвовал в украшении живописью триумфальных ворот в Москве, воздвигнутых по случаю заключения Ништадтского мира. Позднее занимался главным образом церковной живописью.
В 1732 году братья Никитины были замешаны в дело Радышевского о подмётном письме и пасквиле на архиепископа Феофана Прокоповича и 5 лет томились в Петропавловской крепости, после чего их били кнутом и сослали в Тобольск. Живя там, Роман Никитич, по-видимому, продолжал заниматься живописью. Падение Бирона положило конец ссылке братьев, но Иван Никитин умер на пути из Тобольска в 1741 году.
По вступлении на престол императрицы Елизаветы Петровны Никитин был определён по-прежнему в придворные живописцы, ему было поручено написать образа для новопоставленной церкви в Московском Златоустовском монастыре.
Роман Никитич Никитин умер в конце 1753 года или в начале 1754.